# Kattenbrug (Groningen)
De Kattenbrug is een brug over het Schuitendiep in Groningen.
De vaste brug is aangelegd om het openbaar vervoer van de binnenstad te verplaatsen naar de Diepenring. De bouw werd in 2018 goedgekeurd en zou in 2019 worden aangelegd. Uiteindelijk startte in de bouw maart 2021. In augustus van dat jaar zou de brug gereed zijn, maar een bezwaar vertraagde de aanleg met zes maanden. Sinds 11 februari 2022 is de brug gereed voor gebruik.
De brug ontleent zijn naam aan de ligging aan het einde van het Gedempte Kattendiep. Voor de demping van dit diep (1880) lag hier een brug als onderdeel van de weg langs het Schuitendiep.

## Trivia
- Een van de bijnamen van de dichtbij gelegen Trompbrug is, vanwege zijn grootte, Kattenbrugje.